# Popmeccs
A Popmeccs a Pesti Műsor c. kulturális hetilap által évenként meghirdetett szavazása volt a hazai könnyűzene különböző kategóriáiban 1976-tól, a közönség és a szakma szavazatai alapján.

## Összefoglaló (közönségszavazatok alapján, 1976–1982, 1983–1990)
| Díj                   | 1976                        | 1977                         | 1978                        | 1979                           | 1980                                      | 1981                                | 1982                 |
| --------------------- | --------------------------- | ---------------------------- | --------------------------- | ------------------------------ | ----------------------------------------- | ----------------------------------- | -------------------- |
| Az év énekesnője      | Kovács Kati                 | Koncz Zsuzsa                 | Szűcs Judith                | Szűcs Judith                   | Szűcs Judith                              | Koncz Zsuzsa                        | Katona Klári         |
| Az év énekese         | Révész Sándor               | Sztevanovity Zorán           | Sztevanovity Zorán          | Vikidál Gyula                  | Pataky Attila                             | Soltész Rezső                       | Soltész Rezső        |
| Az év együttese       | Omega                       | Piramis                      | Omega                       | Omega                          | Edda                                      | Hungária                            | Hungária             |
| Az év billentyűse     | Benkő László                | Benkő László                 | Presser Gábor               | Balázs Ferenc                  | Presser Gábor                             | Balázs Ferenc                       | Balázs Ferenc        |
| Az év szólógitárosa   | Molnár György               | Karácsony János              | Závodi János                | Tátrai Tibor                   | Závodi János                              | Tátrai Tibor                        | Tátrai Tibor         |
| Az év basszusgitárosa | Som Lajos                   | Som Lajos                    | Som Lajos                   | Som Lajos                      | Som Lajos                                 | Frenreisz Károly                    | Frenreisz Károly     |
| Az év dobosa          | Debreczeni Ferenc           | Debreczeni Ferenc            | Solti János                 | Debreczeni Ferenc              | Solti János                               | Dorozsmai Péter                     | Dorozsmai Péter      |
| Az év nagylemeze      | LGT V.                      | Neoton: Csak a zene          | Omega: Csillagok útján      | Omega: Gammapolis              | Edda Művek 1.                             | Hungária: Hotel Menthol             | Hungária: Aréna      |
| Az év dala            | Piramis: Szállj fel magasra | Piramis: Ha volna két életem | Omega: Léna                 | Kati és a Kerek Perec: Titanic | V' Moto-Rock: Várj, míg felkel majd a nap | Hungária: Limbó-hintó               |                      |
| Az év zeneszerzője    | Presser Gábor               | Presser Gábor                |                             |                                |                                           |                                     | Presser Gábor        |
| Az év szövegírója     | Adamis Anna                 | Bródy János                  |                             |                                |                                           |                                     | Sztevanovity Dusán   |
| Az év koncertje       | Omega                       | Omega                        | Szolidaritási Rockfesztivál |                                | Omega–LGT–Beatrice, Kisstadion            | Illés: A koncert                    | Omega Sportcsarnok   |
| Az év meglepetése     | Sprint                      | Kati és a Kerek Perec        |                             | Hobo Blues Band                | Hungária                                  | KFT                                 | Rolls                |
| Az év csalódása       | Gemini                      | a Bergendy szétválása        |                             | a Skorpió szétválása           | a P. Mobil felbomlása                     | Révész Sándor kiválása a Piramisból | A Dinamit feloszlása |

| Díj                    | 1983                                       | 1984                            | 1985                     | 1986                     | 1987               | 1988                                              | 1989         | 1990                                |
| ---------------------- | ------------------------------------------ | ------------------------------- | ------------------------ | ------------------------ | ------------------ | ------------------------------------------------- | ------------ | ----------------------------------- |
| Az év énekesnője       | Szűcs Judith                               | Koncz Zsuzsa                    | Koncz Zsuzsa             | Vincze Lilla             | Vincze Lilla       | Vincze Lilla                                      | Vincze Lilla | Vincze Lilla                        |
| Az év énekese          | Vikidál Gyula                              | Varga Miklós                    | Szikora Róbert           | Patkó Béla               | Patkó Béla         | Patkó Béla                                        | Patkó Béla   | Kiki                                |
| Az év együttese        | R-GO                                       | R-GO                            | R-GO                     | Első Emelet, R-GO        | Első Emelet        | Első Emelet                                       | Első Emelet  | Első Emelet                         |
| Az év billentyűse      | Balázs Ferenc, Benkő László, Presser Gábor |                                 | Berkes Gábor             | Berkes Gábor             | Berkes Gábor       | Berkes Gábor                                      |              |                                     |
| Az év szólógitárosa    | Frenreisz Károly                           | Póka Egon                       |                          | Kisszabó Gábor           |                    |                                                   |              |                                     |
| Az év basszusgitárosa  | Tátrai Tibor                               | Tátrai Tibor                    |                          | Bogdán Csaba             | Bogdán Csaba       |                                                   |              | Bogdán Csaba                        |
| Az év dobosa           | Dorozsmai Péter                            | Barille Pasquale                |                          | Barile Pasquale          |                    |                                                   |              | Szentmihályi Gábor                  |
| Az év nagylemeze       | István, a király                           | Hobo Blues Band: Vadászat       |                          | R-GO: Rég várok valakire | Bikini: Mondd el   | Első Emelet: Naplemez                             |              | Első Emelet: Vadkelet               |
| Az év dala             |                                            |                                 | Szeretlek is, meg nem is |                          | Bikini: Adj helyet | Vincze Lilla, Kiki: Júlia nem akar a földön járni |              | Homonyik Sándor: Álmodj, királylány |
| Az év zeneszerzője     | Szörényi Levente                           | Szikora Róbert                  |                          | Szikora Róbert           | Szikora Róbert     | Berkes Gábor                                      |              |                                     |
| Az év szövegírója      | Bródy János                                | Földes László                   |                          | Szikora Róbert           | Demjén Ferenc      | Geszti Péter                                      |              |                                     |
| Az év színpadi show-ja | István, a király                           | Fonográf – Budapest Sportcsarok |                          |                          |                    |                                                   |              |                                     |
| Az év meglepetése      | R-Go                                       | Első Emelet                     |                          |                          |                    |                                                   |              |                                     |
| Az év csalódása        | az Edda Művek megszűnése                   | Szörényi Levente visszavonulása |                          |                          |                    | Step                                              |              |                                     |

## 1976
| Díj                    | Közönségszavazás            | Szakmai szavazás    |
| ---------------------- | --------------------------- | ------------------- |
| Az év énekesnője       | Kovács Kati                 | Bódy Magdi          |
| Az év énekese          | Révész Sándor               | Demjén Ferenc       |
| Az év együttese        | Omega                       | Locomotiv GT        |
| Az év billentyűse      | Benkő László                | Presser Gábor       |
| Az év szólógitárosa    | Molnár György               | Tátrai Tibor        |
| Az év basszusgitárosa  | Som Lajos                   | Som Lajos           |
| Az év dobosa           | Debreczeni Ferenc           | Debreczeni Ferenc   |
| Az év nagylemeze       | LGT V.                      | LGT V.              |
| Az év dala             | Piramis: Szállj fel magasra | LGT: Ahogy mindenki |
| Az év zeneszerzője     | Presser Gábor               | Presser Gábor       |
| Az év szövegírója      | Adamis Anna                 | Bródy János         |
| Az év színpadi show-ja | Omega                       | Omega               |
| Az év meglepetése      | Sprint                      | Sprint              |
| Az év csalódása        | Gemini                      | Fonográf            |

## 1977
| Díj                    | Közönségszavazás             | Szakmai szavazás      |
| ---------------------- | ---------------------------- | --------------------- |
| Az év énekesnője       | Koncz Zsuzsa                 | Katona Klári          |
| Az év énekese          | Sztevanovity Zorán           | Sztevanovity Zorán    |
| Az év együttese        | Piramis                      | Locomotiv GT          |
| Az év billentyűse      | Benkő László                 | Presser Gábor         |
| Az év szólógitárosa    | Karácsony János              | Babos Gyula           |
| Az év basszusgitárosa  | Som Lajos                    | Frenreisz Károly      |
| Az év dobosa           | Debreczeni Ferenc            | Solti János           |
| Az év nagylemeze       | Neoton: Csak a zene          | LGT V.                |
| Az év dala             | Piramis: Ha volna két életem | LGT: Ahogy mindenki   |
| Az év zeneszerzője     | Presser Gábor                | Presser Gábor         |
| Az év szövegírója      | Bródy János                  | Bródy János           |
| Az év színpadi show-ja | Omega                        | Omega                 |
| Az év meglepetése      | Kati és a Kerek Perec        | Kati és a Kerek Perec |
| Az év csalódása        | a Bergendy szétválása        | Fonográf              |

## 1978
| Díj                   | Közönségszavazás                                                               |
| --------------------- | ------------------------------------------------------------------------------ |
| Az év énekesnője      | 1. Szűcs Judit 2. Katona Klári 3. Pál Éva                                      |
| Az év énekese         | 1. Sztevanovity Zorán 2. Révész Sándor 3. Demjén Ferenc                        |
| Az év együttese       | 1. Omega 2. Piramis 3. Locomotiv GT                                            |
| Az év billentyűse     | 1. Presser Gábor 2. Benkő László 3. Jakab György                               |
| Az év szólógitárosa   | 1. Závody János 2. Molnár György 3. Karácsony János                            |
| Az év basszusgitárosa | 1. Som Lajos 2. Frenreisz Károly 3. Mihály Tamás                               |
| Az év dobosa          | 1. Solti János 2. Debreczeni Ferenc 3. Herpai Sándor                           |
| Az év nagylemeze      | 1. Omega: Csillagok útján 2. Piramis II. 3. Zorán II.                          |
| Az év dala            | 1. Omega: Léna 2. Fonográf: 1978 3. Sztevanotivy Zorán: Romantika              |
| Az év koncertje       | 1. Szolidaritási rock-fesztivál 2. Omega – Kisstadion 3. Boney M. – Kisstadion |

## 1979[3]
| Díj                           | Közönségszavazás |
| ----------------------------- | --- |
| Az év énekesnője              | 1. Szűcs Judit 2. Koncz Zsuzsa 3. Csepregi Éva 4. Kovács Kati 5. Karda Beáta |
| Az év énekese                 | 1. Vikidál Gyula 2. Révész Sándor 3. Sztevanovity Zorán 4. Kóbor János 5. Deák Bill Gyula |
| Az év együttese               | 1. Omega 2. Piramis 3. Dinamit 4. Neoton Família 5. Korál |
| Az év billentyűse             | 1. Balázs Ferenc 2. Benkő László 3. Presser Gábor 4. Gallai Péter 5. Szakcsi Lakatos Béla |
| Az év szólógitárosa           | 1. Tátrai Tibor 2. Molnár György 3. Závody János 4. Karácsony János 5. Szűcs Antal Gábor |
| Az év basszusgitárosa         | 1. Som Lajos 2. Frenreisz Károly 3. Póka Egon 4. Mihály Tamás 5. Somló Tamás |
| Az év dobosa                  | 1. Debreczeni Ferenc 2. Németh Gábor 3. Solti János 4. Köves Miklós 5. Dorozsmai Péter |
| Az év nagylemeze              | 1. Omega: Gammapolis 2. Piramis III. 3. Neoton Família: Napraforgó 4. Koncz Zsuzsa: Valahol 5. Zorán III. |
| Az év koncertje               | 1. Omega – Kisstadion 2. Piramis – Kisstadion 3. Mini – 10 éves jubileumi koncert (Budai Ifjúsági Park) 4. Hobo Blues Band – Budai Ifjúsági Park 5. Koncz Zsuzsa – Erkel Színház                              |
| Az év könnyűzenei rádióműsora | 1. Csak fiataloknak! 2. Harminc perc rock 3. Beatles-sorozat 4. A beat kedvelőinek 5. Töltsön egy órát kedvenceivel                                                                                           |
| Az év könnyűzenei tévéműsora  | 1. Egymillió fontos hangjegy 2. Neoton Família – Napraforgó (tévéshow) 3. Koncz Zsuzsa-show 4. Boney M. a sopoti gálán 5. Zorán-show Különdíj: Disco, disco, disco (a nyugat-berlini televízió összeállítása) |
| Az év meglepetése             | Hobo Blues Band |
| Az év egyénisége              | Pataky Attila |

## 1980
| Díj                   | Közönségszavazás |
| --------------------- | --- |
| Az év énekesnője      | 1. Szűcs Judith 2. Kovács Kati 3. Koncz Zsuzsa 4. Karda Beáta 5. Dolly                                                                                           |
| Az év énekese         | 1. Pataky Attila 2. Demjén Ferenc 3. Komár László 4. Révész Sándor 5. Somló Tamás                                                                                |
| Az év együttese       | 1. Edda Művek 2. Locomotiv GT 3. V' Moto-Rock 4. Omega 5. Piramis                                                                                                |
| Az év billentyűse     | 1. Presser Gábor 2. Lerch István 3. Balázs Ferenc 4. Gallai Péter 5. Benkő László                                                                                |
| Az év szólógitárosa   | 1. Závodi János 2. Tátrai Tibor 3. Karácsony János 4. Molnár György 5. Slamovits István                                                                          |
| Az év basszusgitárosa | 1. Som Lajos 2. Póka Egon 3. Frenreisz Károly 4. Mihály Tamás 5. Demjén Ferenc                                                                                   |
| Az év dobosa          | 1. Solti János 2. Dorozsmai Péter 3. Debreczeni Ferenc 4. Köves Miklós 5. Herpai Sándor                                                                          |
| Az év nagylemeze      | 1. Edda Művek I. 2. V' Moto-Rock II. 3. Korál 4. Hobo Blues Band – Közép-európai Hobo Blues 5. Locomotiv GT angol nyelvű                                         |
| Az év dala            | 1. V' Moto-Rock: Várj, míg felkel majd a nap 2. Edda Művek: Elhagyom a várost 3. Korál: Maradj velem 4. Neoton Família: Marathon 5. Locomotiv GT: Embertelen dal |
| Az év koncertje       | 1. Omega–LGT–Beatrice – Kisstadion 2. Élő Magazin 3. Piramis – Kisstadion 4. Locomotiv GT, Mini – Tabán 5. V' Moto-Rock – Skála parkoló                          |
| Az év meglepetése     | 1. Hungária 2. Solaris 3. Edda Művek 4. East 5. Karthago |
| Az év csalódása       | a P. Mobil felbomlása |